# Llista d'olis d'oliva protegits de la Unió Europea
L'oli d'oliva, com altres productes agropecuaris, està protegit en la Unió Europea per designacions d'indicació geogràfica o especialitat tradicional. Segons el lloc i el mètode de producció, els diferents olis d'oliva europeus poden estar classificats sota les següents denominacions:
- Denominació d'origen protegida (DOP): per a olis d'oliva que són produïts, processats i preparats en una àrea determinada.
- Indicació geogràfica protegida (IGP): per a olis d'oliva lligats a una àrea determinada, on hi té lloc almenys una de les etapes d'elaboració.
- Especialitat tradicional garantida (ETG): designació que garanteix el mètode tradicional d'elaboració. Actualment (2016) no hi ha cap oli d'oliva europeu protegit per aquesta designació.

La següent és una llista dels olis d'oliva verge amb DOP o IGP:
| Estat     | Circumscripció territorial  | Denominació d'origen protegida (DOP) | Indicació geogràfica protegida (IGP) |
| --------- | --------------------------- | --- | ------------------------------------ |
| Eslovènia | Obalno-kraška               | Slovenske Istre |                                      |
| Espanya   | Andalusia                   | Antequera Baena Campiñas de Jaén Estepa Jaén Sierra Sur Lucena Montes de Granada Montoro-Adamuz Poniente de Granada Priego de Córdoba Sierra de Cádiz Sierra de Cazorla Sierra de Segura Sierra Mágina          |                                      |
| Espanya   | Aragó                       | Aceite del Bajo Aragón |                                      |
| Espanya   | Balears                     | Oli de Mallorca |                                      |
| Espanya   | Castella - la Manxa         | Aceite Campo de Calatrava Aceite Campo de Montiel Aceite de La Alcarria Aceite Montes de Alcaraz Montes de Toledo                                                                                               |                                      |
| Espanya   | Catalunya                   | Les Garrigues Oli de l'Empordà Oli del Baix Ebre - Montsià Siurana Oli de Terra Alta |                                      |
| Espanya   | Extremadura                 | Gata-Hurdes Monterrubio |                                      |
| Espanya   | Comunitat de Madrid         | Aceite de Madrid |                                      |
| Espanya   | Navarra                     | Aceite de Navarra |                                      |
| Espanya   | La Rioja                    | Aceite de La Rioja |                                      |
| Espanya   | Comunitat Valenciana        | Oli de la Comunitat Valenciana |                                      |
| França    | Còrsega                     | Huile d'olive de Corse (Oliu di Corsica) |                                      |
| França    | Llenguadoc-Rosselló         | Huile d'olive de Nîmes |                                      |
| França    | Provença-Alps-Costa Blava   | Huile d'olive d'Aix-en-Provence Huile d'olive de Haute-Provence Huile d'olive de la Vallée des Baux-de-Provence Huile d'olive de Nice                                                                           |                                      |
| França    | Roine-Alps                  | Huile d'olive de Nyons |                                      |
| Grècia    | Àtica                       | Trizinia | Àgios Mattheos Kérkiras              |
| Grècia    | Creta                       | Apokoronas Khaníon Kritis Arkhanes Irakliu Kritis Kolimvari Khaníon Kritis Messarà Pezà Irakliu Kritis Sélino Kritis Sitia Lasithiu Kritis Thrapsanó Viannos Irakliu Kritis Vórios Milopótamos Rethimnis Kritis | Khanià Kritis                        |
| Grècia    | Egeu Meridional             | | Rodos                                |
| Grècia    | Egeu Septentrional          | | Lesvos o Mitilini Samos              |
| Grècia    | Epir                        | | Préveza                              |
| Grècia    | Grècia Occidental           | | Olimpia                              |
| Grècia    | Illes Jòniques              | | Kefalonià Zàkinthos                  |
| Grècia    | Macedònia Central           | Khalkidikís |                                      |
| Grècia    | Macedònia Oriental i Tràcia | | Thassos                              |
| Grècia    | Peloponès                   | Ligurió Asklipiiu Finiki Lakonias Kalamata Kranidi Argolidas Krokeés Lakonias Pétrina Lakonias | Lakonia                              |
| Itàlia    | Abruços                     | Aprutino Pescarese Colline Teatine Pretuziano delle Colline Teramane |                                      |
| Itàlia    | Basilicata                  | Vulture |                                      |
| Itàlia    | Calàbria                    | Alto Crotonese Bruzio Lametia |                                      |
| Itàlia    | Campània                    | Cilento Colline Beneventane Colline Caiatine Colline Salernitane Irpinia - Colline dell'Ufita Penisola Sorrentina Sannio Caudino Telesino Terre Aurunche                                                        |                                      |
| Itàlia    | Emília-Romanya              | Brisighella Colline di Romagna |                                      |
| Itàlia    | Friül - Venècia Júlia       | Tergeste |                                      |
| Itàlia    | Laci                        | Canino Colline Pontine Sabina Soratte Tuscia |                                      |
| Itàlia    | Ligúria                     | Riviera Ligure |                                      |
| Itàlia    | Llombardia                  | Garda Laghi Lombardi |                                      |
| Itàlia    | Marques                     | Cartoceto |                                      |
| Itàlia    | Molise                      | Molise |                                      |
| Itàlia    | Pulla                       | Collina di Brindisi Dauno Terra d'Otranto Terra di Bari Terre Tarentine |                                      |
| Itàlia    | Sardenya                    | Sardegna |                                      |
| Itàlia    | Sicília                     | Colli Nisseni Colline Ennesi Monte Etna Monti Iblei Val di Mazara Valdemone Valle del Belice Valli Trapanesi | Sicilia                              |
| Itàlia    | Toscana                     | Chianti Classico Colline di Firenze Lucca Seggiano Terre di Siena | Toscano                              |
| Itàlia    | Trentino - Alto Adige       | Garda |                                      |
| Itàlia    | Úmbria                      | Umbria |                                      |
| Itàlia    | Vèneto                      | Garda Veneto Valpolicella, Veneto Euganei e Berici, Veneto del Grappa |                                      |
| Portugal  | Alentejo                    | Azeite de Moura Azeite do Alentejo Interior Azeites do Norte Alentejano Azeites do Ribatejo |                                      |
| Portugal  | Centre                      | Azeites da Beira Interior (inclou Azeite da Beira Alta i Azeite da Beira Baixa) |                                      |
| Portugal  | Nord                        | Azeite de Trás-os-Montes |                                      |